# Гусар (роман)
«Гусар» (исп. El húsar) — первый роман испанского писателя Артуро Переса-Реверте. Был окончен в 1983 году и опубликован три года спустя. В 2004 году Перес-Реверте опубликовал новую, несколько изменённую версию романа.

## Сюжет
Действие  в романе "Гусар" происходит в любимые времена писателя во времена наполеоновских войн. Первый роман знаменитого автора — это ужасное обличение оскала войны. Герой книги за один день становится инвалидом, проходит путь от мечты к непередаваемому ужасу: красавец-юноша превращается в искалеченного физически и морально человека, который теряет свои мечты за один день.
На страницах произведения война предстаёт без какой-либо романтизации, во всей её неприглядности.